# Bruchgraben (Natur- und Landschaftsschutzgebiet)
Das Natur- und Landschaftsschutzgebiet Bruchgraben liegt auf dem Gebiet des Stadtkreises Baden-Baden in Baden-Württemberg.
Das NSG erstreckt sich in zwei Teilgebieten nordwestlich der Kernstadt Baden-Baden und südwestlich von Sandweier, einem Stadtteil von Baden-Baden. Es liegt westlich der A 5, teilweise direkt an der A 5. Die B 500 durchkreuzt das Gebiet. Am südlichen Rand fließt der Ooskanal. Das LSG besteht aus vier Teilgebieten und ergänzt das Naturschutzgebiet.

## Bedeutung
Für den Stadtkreis Baden-Baden ist seit dem 2. Dezember 1986 ein 179,0 ha großes Gebiet unter der Schutzgebietsnummer 2.095 als Naturschutzgebiet und mit 113,0 ha unter der Schutzgebietsnummer 2.11.006 als Landschaftsschutzgebiet ausgewiesen. Es handelt sich um eine feuchte Talaue der Kinzig-Murg-Rinne, die in ihrer Naturausstattung zu den bedeutendsten Feuchtgebieten der Region gezählt wird. Dazu gehören vielfältige Feuchtwiesenkomplexe mit typischen, gefährdeten Pflanzen- und Tierarten.

## Schutzzweck
Wesentlicher Schutzzweck für das Naturschutzgebiet ist gemäß Schutzgebietsverordnung die Erhaltung eines Abschnitts der feuchten Talaue der Kinzig-Murg-Rinne aus ökologischen sowie naturgeschichtlichen Gründen. Außerdem die Erhaltung und Förderung des Vegetationsmosaiks der unterschiedlich feuchten Standorte mit ihren typischen und zunehmend gefährdeten Pflanzenarten einschließlich der Erhaltung und Förderung der hieran angepassten bzw. hierauf angewiesenen Tierarten, die zum großen Teil gefährdet oder vom Aussterben bedroht sind.
Wesentlicher Schutzzweck für das Landschaftsschutzgebiet ist die Sicherung des ökologisch notwendigen Ergänzungsraumes für das Naturschutzgebiet, die Erhaltung der für die nachhaltige Sicherung des Naturschutzgebietes notwendigen Pufferzonen, die Sicherung des Waldstreifens als Schutzstreifen gegen die Autobahn, die Erhaltung und Förderung des aus Wäldern, Gehölzen, Sandflächen und Wiesen bestehenden und ökologisch wertvollen Lebensraums für die gefährdete Pflanzen- und Tierwelt sowie die Erhaltung der für die landwirtschaftliche Nutzung gut geeigneten Böden.